# Kit Klein
Catherine Dorothy „Kit” Klein (później Outland, ur. 28 marca 1910 w Buffalo, zm. 13 kwietnia 1985 w Holmes Beach) – amerykańska panczenistka, dwukrotna medalistka mistrzostw świata.

## Kariera
Największy sukces w karierze Kit Klein osiągnęła w 1936 roku, kiedy zdobyła złoty medal podczas mistrzostw świata w wieloboju w Sztokholmie. W zawodach tych wyprzedziła bezpośrednio Finkę Verné Lesche i Norweżkę Synnøve Lie. Na rozgrywanych rok wcześniej wielobojowych mistrzostwach świata w Oslo była trzecia, przegrywając jedynie z Lailą Schou Nilsen i Synnøve Lie. W 1932 roku brała udział w pokazowych zawodach łyżwiarstwa szybkiego podczas igrzysk olimpijskich w Lake Placid. Zwyciężyła tam na dystansie na 1500 m, a w biegu 500 m była trzecia za Kanadyjką Jean Wilson i swą rodaczką Elizabeth DuBois. W 1936 roku zakończyła karierę.